# 獵戶座W
獵戶座W，又名BD+00 939，HD 32736、SAO 112406、HR 1648，是獵戶座的一颗恒星，视星等为6.17，位于銀經199.01，銀緯-22.82，其B1900.0坐标为赤經5h 0m 13.8s，赤緯+1° -22.82′ 25″。